# Celso Zani
Celso Zani, OFM, também Giuliano Zani (nascido em 1580) foi um prelado católico romano que serviu como bispo de Città della Pieve (1625–1629).

## Biografia
Celso Zani nasceu em Settimello, na Itália, e foi ordenado sacerdote na Ordem dos Frades Menores. No dia 3 de março de 1625, foi nomeado pelo Papa Urbano VIII como Bispo de Città della Pieve, onde serviu até à sua renúncia em 1629.